# 基希伦根
基希伦根（德語：Kirchlengern，發音：[kɪʁçˈlɛŋɐn] ⓘ）是德国北莱茵-威斯特法伦州代特莫尔德行政区黑尔福德县的市镇，面积33.78平方千米，2023年12月31日人口为16,517人。